# Aiaktalik
Aiaktalik  è un'isola dell'arcipelago Kodiak ed è situata nel golfo dell'Alaska, (USA). Si trova circa 2 km a sud dell'isola Kodiak. Nelle vicinanze si trovano anche le isole Trinity (Tugidak e Sitkinak), che sono circa 8 km a sud di Aiaktalik, al di là dello stretto di Sitkinak, mentre a sud-ovest della sua punta occidentale si trova la piccola isola di Sundstrom. Amministrativamente, Aiaktalik appartiene al Borough di Kodiak Island ed è disabitata.
L'isola di Aiaktalik ha una superficie di 20 km² e il suo punto più alto tocca i 32 m.
Il nome nativo dell'isola fu pubblicato come Anayachtalak da nel 1802; Anayakhtakh da Saryčev nel 1826; Ajanahtack dall'ammiraglio von Krusenstern nel 1827; Anayakhtaky nel 1849 dalla Compagnia russo-americana e Goose Island da Ivan Petrof nel 1884.